# Vandalen

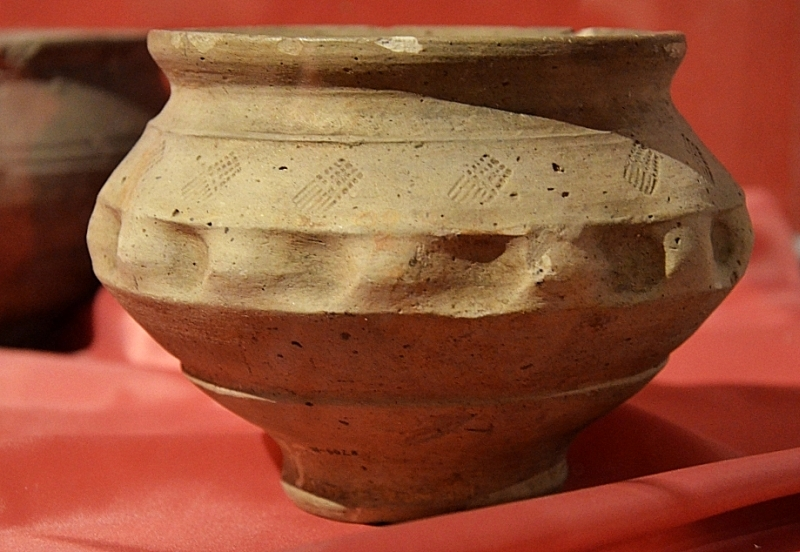
Vandaals keramiek uit de 3e eeuw n.Chr.

De Vandalen waren een Oost-Germaanse stam die in 429 n.Chr. onder leiding van koning Geiserik Afrika binnentrok. Tegen 439 n.Chr. hadden ze in Noord-Afrika een koninkrijk gesticht met als kern de voormalige Romeinse provincie Africa met de hoofdstad Carthago. Later kwamen daar als aanvullende veroveringen nog Sicilië, Corsica, Sardinië, Malta en de Balearen bij. In 455 plunderden ze de stad Rome. Hun koninkrijk stortte ineen in de Vandaalse Oorlog (533-534), toen keizer Justinianus I de provincie Africa wist terug te veroveren op de Vandalen voor het Oost-Romeinse Rijk (ook bekend als het Byzantijnse Rijk).

## Naam
De naam Vandalen wordt vaak in verband gebracht met de Zweedse provincie Vendel in het landschap Uppland. Dit zou hun oorspronkelijke woongebied kunnen zijn. Het is tevens een eponiem voor de Vendelperiode van de Zweedse prehistorie, waarmee de periode vanaf de late ijzertijd tot aan de Vikingtijd wordt bedoeld. De naam kan ook afgeleid zijn van het Germaanse woord voor wandelen (Engels: wend, Duits: wandeln).  R. Much oppert dat de naam kan wijzen op de aanbidding van een Germaans mythologisch figuur genaamd Aurvandil, wat vrij vertaald 'ochtendwandelaar' betekent.
De naam van het volk der Vandalen heeft op zijn beurt weer de taal beïnvloed, zoals de woorden vandalisme – het moedwillig beschadigen of vernietigen van objecten die iemand anders toebehoren of openbaar bezit zijn – en vandaal. Daarnaast verwijst de naam van de Spaanse streek Andalusië naar de Vandalen, die hier een tijd lang hebben gewoond. Met al-Andalus ('land van de Vandalen') duidde men in de Arabische wereld het Iberisch schiereiland aan.

## Geschiedenis

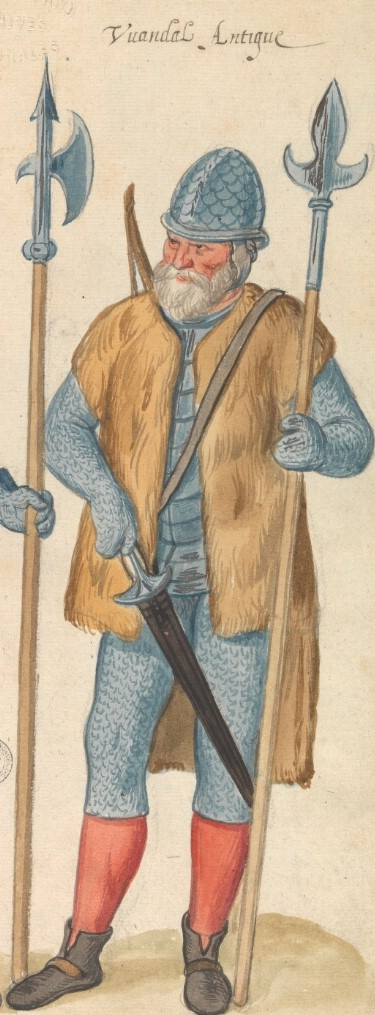
Zestiende-eeuwse perceptie van de Vandalen, geïllustreerd in het kostuumboek "Théâtre de tous les peuples et nations de la terre avec leurs habits et ornemens divers, tant anciens que modernes, diligemment depeints au naturel". Gemaakt door Lucas d'Heere in de 2e helft van de 16e eeuw.

### Oorsprong

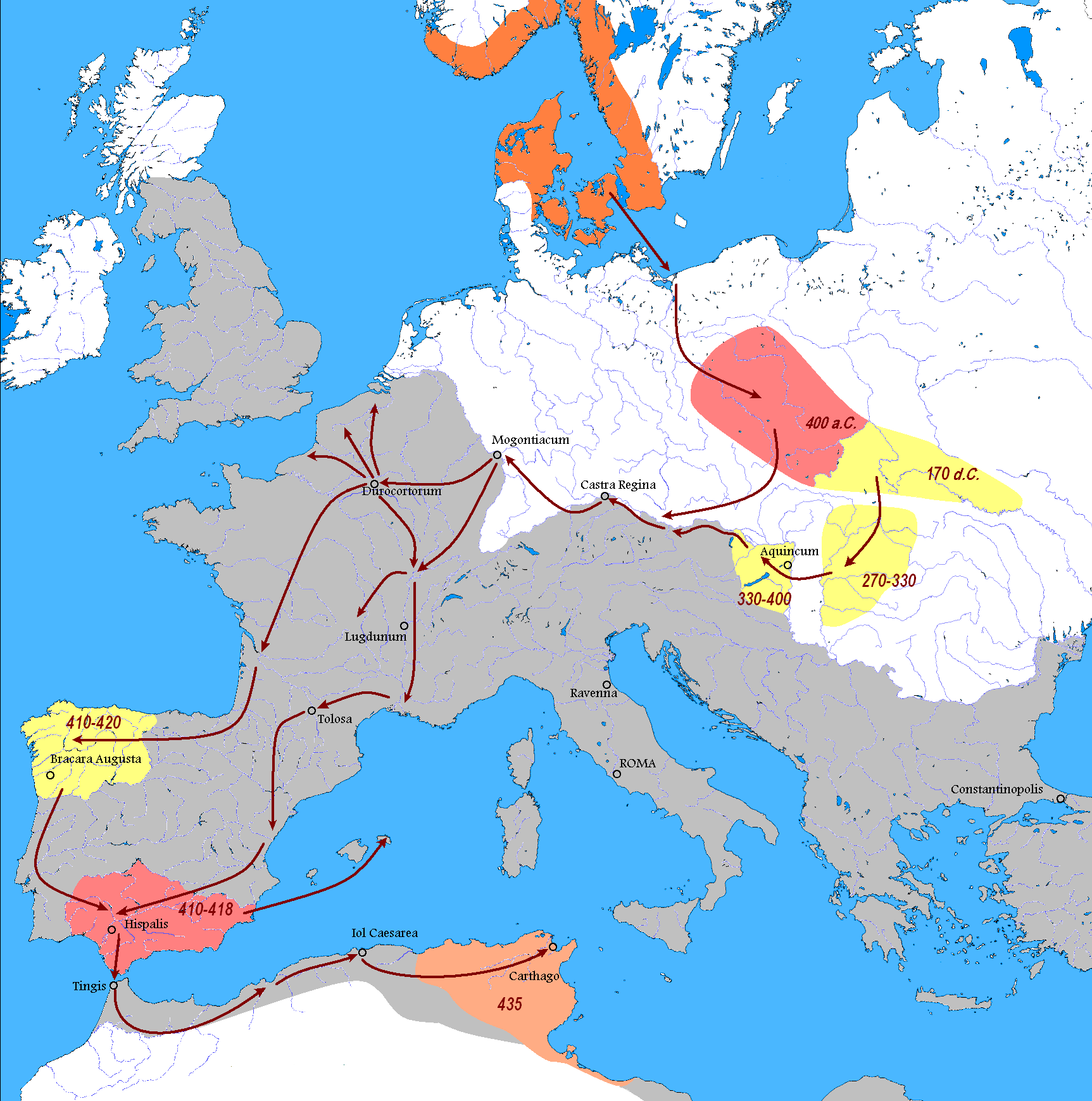
De migratie van de Vandalen

De Vandalen worden door veel archeologen en historici als deel van de Oost-Germaanse Przeworskcultuur beschouwd. Er heerst controverse over een mogelijke connectie tussen de Vandalen en een andere stam, de Lugiërs, die weer een mengeling zouden zijn van Germaanse en Keltische volkeren. Deze Lugiërs bewoonden namelijk hetzelfde gebied, volgens Romeinse schrijvers.
Bij de Przeworskcultuur was het gebruikelijk de doden te cremeren, in plaats van te begraven. Jordanes beschrijft de Vandalen als sprekers van de Gotische taal en gelijkenissen in de namen van de twee volken ondersteunen dat het Vandaals nauw verwant is aan het Gotisch.
Aan de Vandalen worden verschillende oorsprongsgebieden toegeschreven, gebaseerd op overeenkomsten tussen de plaatsnamen en de naam Vandalen. Hieronder vallen Noorwegen (Hallingdal), Zweden (Vendel), Denemarken (Vendsyssel) Het wordt aangenomen dat de Vandalen de Oostzee zijn overgestoken rond de 2e eeuw v.Chr, waarna ze het huidige Polen introkken. Zij hebben zich vervolgens in ongeveer 120 v.Chr. gevestigd in Silezië.

### Introductie in het Romeinse Rijk
De Vandalen waren verdeeld in twee stammen, de Silingi en Hasdingi. De Silingi woonden in het gebied dat Tacitus beschrijft als Germania Magna. Volgens Cassius Dio leidden in de 2e eeuw twee koningen Raus en Raptus, de Hasdingi in een invasie van het Romeinse Rijk in het gebied rond de benedenloop van de Donau.
«De Hastingi, geleid door hun stamhoofden Raus en Raptus, kwamen met hun hele huishoudens naar Dacia, in de hoop zowel geld als land te verwerven in ruil voor hun diensten. Maar bij gebrek aan resultaat lieten ze hun vrouwen en kinderen achter onder de bescherming van Clemens (de gouverneur van de provincie), met als doel het land van de Costoboci met hun wapens te verwerven; maar toen ze dat volk verslagen hadden, ontstond er echter een nieuwe strijd in Dacia, niet minder dan voorheen. De Lacringi... vielen hen aan terwijl ze niet op hun hoede waren en behaalden een beslissende overwinning. Als gevolg hiervan beëindigden de Astingi hun vijandigheid tegen de Romeinen, en in reactie op hun dringende smeekbeden aan Marcus ontvingen ze van hem zowel geld als het voorrecht om land te vragen als zij in staat waren om schade aan te brengen aan degenen die in gevecht waren met de Romeinen. Nu heeft deze stam inderdaad een aantal van haar beloften waargemaakt. « Cassius Dio, Romeinse geschiedenis, 72.12
Om het middenloopgebied te beschermen sloot keizer Aurelianus vrede met de Vandalen in ruil voor een deel van West-Dacia en Pannonië. Hier vestigden zij zich, tot ze in de tijd van Constantijn de Grote in conflict kwamen met de Goten. De Vandalen waren in deze tijd omsingeld. In het oosten door de Goten, in het westen door de Marcomannen, in het noorden door de Hermunduren en in het zuiden door de Hister (Donau volken). Na een aanval door de Goten waarbij hun koning Wisimar sneuvelde in 335, migreerden de Vandalen naar Pannonië, waar keizer Constantijn hen land schonk op de rechteroever van de Donau, waar ze zestig jaar lang leefden. Rond deze tijd waren de Hasdingi al bekeerd tot het christelijke geloof. Tijdens de regeerperiode van keizer Valens (364-378) werden de Vandalen bekeerd tot het arianisme, een tak van het christelijk geloof. In 400 of 401, waarschijnlijk door aanvallen van de Hunnen, trokken de Vandalen naar het westen, Romeins grondgebied binnen. Dit gebeurde samen met de geallieerde stammen van de Sarmatische Alanen en Germaanse Sueben. Een deel van de Silingi volgde hen later. In de winter van 401-402 plunderden de Vandalen en Alanen de Romeinse provincie van Raetia, waartegen Stilicho ten strijde trok. De historicus Peter Heather concludeert hieruit dat de Vandalen zich in deze tijd bevonden in het gebied rond de midden- en bovenloop van de Donau.

#### In Gallië
In 406 rukten de Vandalen op vanuit Pannonië westwaarts, langs de Donau. Dit lukte ze met weinig tegenstand. Toen ze de Rijn bereikten stuitten de Vandalen op tegenstand van de Franken, die de heerschappij hadden over de geromaniseerde gebieden van noordelijk Gallië. Dit mondde uit in een veldslag waarin twintigduizend Vandalen, waaronder koning Godigisel, sneuvelden. Maar met hulp van de Alanen lukte het ze toch om de Franken te verslaan. Op 31 december van het jaar 406 staken de Vandalen de Rijn over, waarna ze Gallië binnenvielen. Hier lieten ze een spoor van verwoesting achter. Al plunderend trokken de Vandalen verder westwaarts en daarna zuidwaarts door Aquitanië.

#### In Hispanië
Op 13 oktober 409 staken de Vandalen de Pyreneeën over, het Iberisch Schiereiland op. Eenmaal daar aangekomen kregen de Hasdingi land van de Romeinen, als 'foederati'. Ook de Silingi en de Alanen kregen land, de Silingi in Hispania Baetica en de Alanen in Lusitanië en het gebied rondom Carthago Nova. In het jaar 418 vielen de Visigoten het Iberisch Schiereiland binnen, waarbij de Alanen een zware nederlaag leden. Attaces, hun koning sneuvelde. In de nasleep van deze gebeurtenis vroegen de resterende Alanen aan de Vandaalse koning Gunderik om ook hun koning te worden. Later zouden de koningen van de Vandalen in Noord-Afrika zich dan ook Rex Wandalorum et Alanorum (Koning van de Vandalen en de Alanen) noemen.

### Verovering van Noord-Afrika

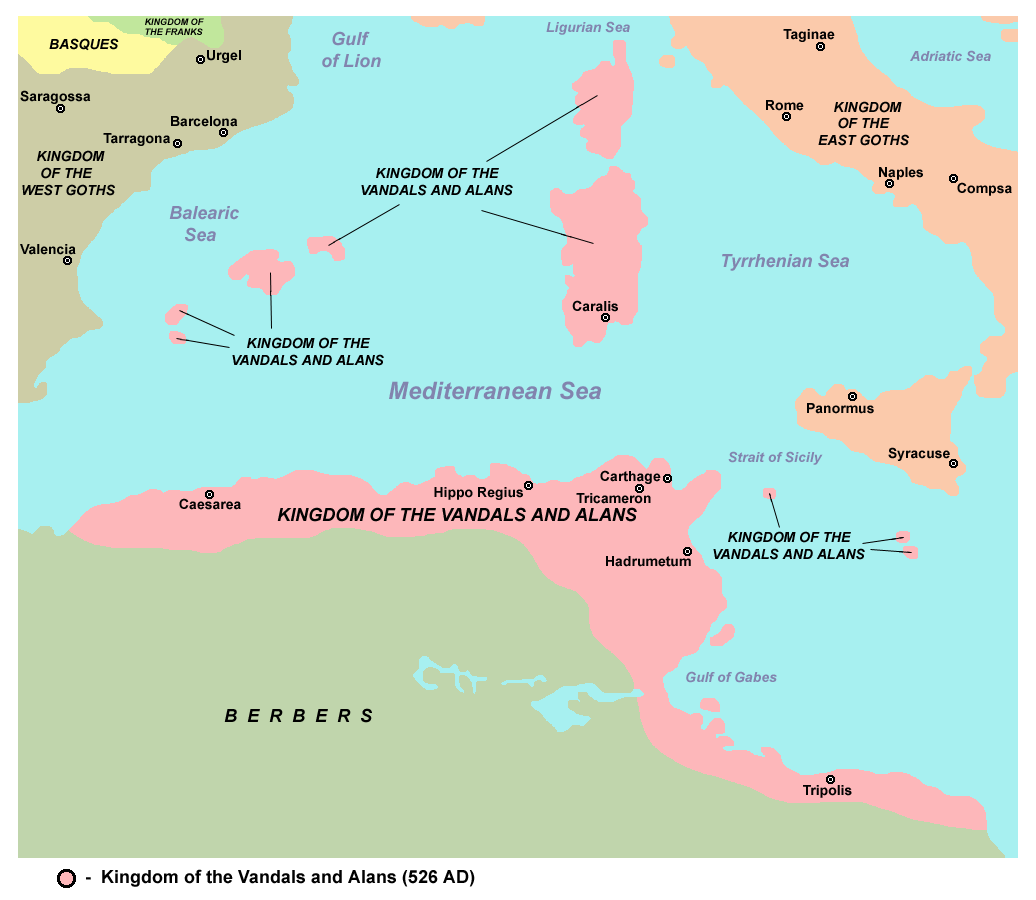

De Goten, die meer gewapende strijders op de been konden brengen dan de Vandalen, bleven militaire druk uitoefenen op de Vandalen en hun territorium kromp geleidelijk in totdat ze alleen nog maar een smalle strook langs de zuidkust van Spanje bezaten. Uiteindelijk, in het jaar 429, maakten de Vandalen onder hun nieuwe koning Geiserik, de oversteek naar Noord-Afrika. Het is niet precies bekend hoe groot het aantal mensen was die deze oversteek maakten. Gebaseerd op Procopius' aanname dat de groep van Vandalen en Alanen uit ongeveer 80.000 mensen bestond, maakt Peter Heather de schatting dat ze een leger van 15.000 tot 20.000 man sterk op de been konden brengen. Volgens Procopius kwamen de Vandalen op verzoek van Bonifatius, een militair leider van het gebied, maar mogelijk hoopten ze er veilig te zijn voor de Romeinen. Deze hadden de Vandalen in 422 aangevallen en de onderhandelingen over een vredesverdrag waren mislukt. Oprukkend langs de kust, belegerden de Vandalen de ommuurde stad Hippo Regius in het jaar 430. Deze stad was de thuisbasis van Augustinus van Hippo, die, na drie maanden belegering, op 8 augustus 430 stierf. Na 14 maanden belegering werden zowel de inwoners van de stad als de Vandalen buiten de muur geteisterd door hongersnood en ziektes. Er werd in 435 een vredesverdrag getekend tussen het Romeinse Rijk en de Vandalen, waarbij de Vandalen de controle kregen over een deel van de kust van Numidië).

### Vandaalse rijk
In 439 koos koning Geiserik er voor om dit vredesverdrag weer te verbreken door de Romeinse provincie Africa Proconsularis binnen te vallen en de stad Carthago te belegeren. De stad werd ingenomen zonder veldslag, terwijl het merendeel van de bevolking de paardenraces bijwoonde in het Hippodroom. Geiserik riep Carthago uit tot zijn hoofdstad, en noemde zich de 'koning der Vandalen en Alanen'. Hij bouwde zijn rijk uit tot een machtige staat, en nam Sicilië, Sardinië, Corsica en de Balearen in.
Het idee van antieke bronnen als Victor Vitensis en Quodvultdeus dat de verovering van Carthago gepaard ging met verregaande vernielingen, wordt niet gestaafd door recent archeologisch onderzoek. Hoewel het Odeon van Carthago werd vernield, bleef het straatpatroon intact en werden ook een paar publieke gebouwen gerenoveerd. Er ontstonden in deze periode nieuwe industriële centra. Historicus Andy Merrills gebruikt de grote hoeveelheid Afrikaanse rode-slipaardewerk uit de Vandaalse periode dat gevonden werd in Noord-Afrika en Sicilië als bewijs dat deze periode niet een van economische stilstand was, zoals eerder werd aangenomen. Toen de Vandalen in 440 Sicilië binnenvielen was het West-Romeinse Rijk te zwaar belast door de oorlog in Gallië om te reageren. Keizer Theodosius II van het Oost-Romeinse Rijk zond een expeditie uit om de Vandalen tegen te houden. Deze haalde het maar tot Sicilië. In 442 wist keizer Valentinianus van het West-Romeinse Rijk een vredesverdrag te sluiten met de Vandalen, waarbij de Vandalen controle verkregen over Byzacena, Tripolitania en een deel van Numidië. Tevens werd hun controle over Africa Proconsularis vastgelegd.

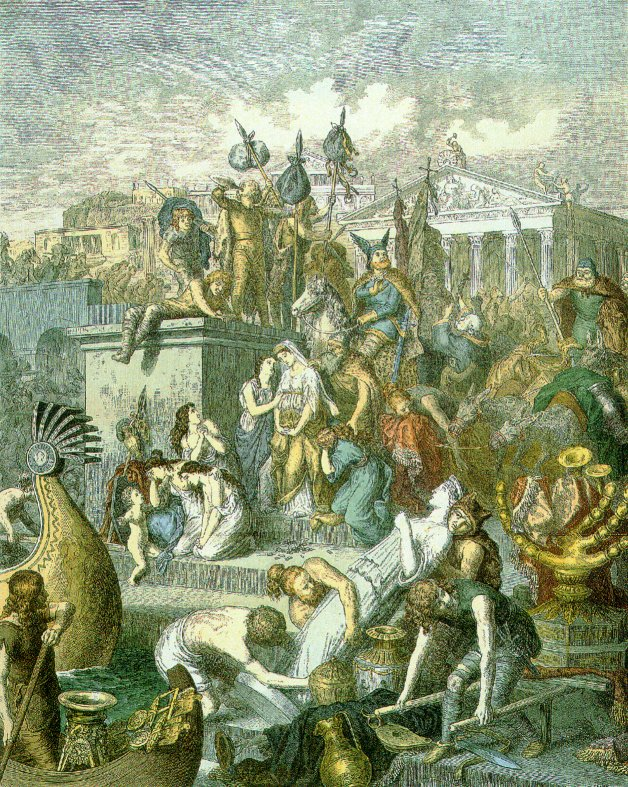
De Vandalen plunderen Rome, Heinrich Leutemann (1824-1904)

#### Plundering van Rome
Gedurende de volgende vijfendertig jaar, roofden de Vandalen de kusten van het Oost- en West-Romeinse rijk. Na de dood van Attila de Hun konden de Romeinen zich weer richten op de Vandalen. Keizer Valentinianus III bood de hand van zijn dochter Eudocia aan, voor een huwelijk met de zoon van koning Geiserik. Voordat deze overeenkomst gesloten kon worden, vermoordde Petronius Maximus keizer Valentinianus III. De onderhandelingen tussen de twee facties werden afgebroken. Keizerin Licinia Eudoxia smeekte Geiserik om haar te bevrijden. De Vandalen besloten Rome in te nemen. Na de plundering van de stad vertrokken de Vandalen met talloze waardevolle goederen. Ze namen ook keizerin Eudoxia en haar dochters, Eudocia en Placidia mee naar Noord-Afrika.

#### Consolidatie
Na de Vandaalse plundering van Rome werd het voor de Romeinen een doel het Vandaalse Rijk te vernietigen. Zowel het West- (468) als het Oost-Romeinse Rijk (460) stuurden vloten tegen de Vandalen. De West-Romeinse vloot werd door de Vandalen ingenomen en de Oost-Romeinse vloot werd vernietigd door Vandaalse vuurschepen. Als antwoord op de laatste aanval vielen de Vandalen de Peloponnesos binnen. Hier werden zij met zware verliezen teruggedreven door de Manioten, bij Kenipolis. Als vergelding gijzelden de Vandalen 500 bewoners van het eiland Zakynthos, hakten ze in stukken, en gooiden ze overboord op de weg terug naar Carthago.
In de jaren 470 sloot de West-Romeinse generaal Ricimer een verdrag met de Vandalen. In 476 lukte het Geiserik ook om een verdrag van "langdurige vrede" te sluiten met Constantinopel. De verhoudingen tussen de twee rijken werd rustiger. Vanaf 477 begonnen de Vandalen tevens hun eigen munten te slaan, alleen brons en zilver. Hoewel de Vandalen aanvallen van de Romeinen hadden weten af te slaan en de West-Mediterraanse eilanden wisten te verbinden, waren zij minder succesvol in het conflict met de Berbers. Deze Noord-Afrikaanse stammen wisten de Vandalen tussen 496 en 530 tweemaal een zware nederlaag toe te brengen.

#### Het turbulente einde

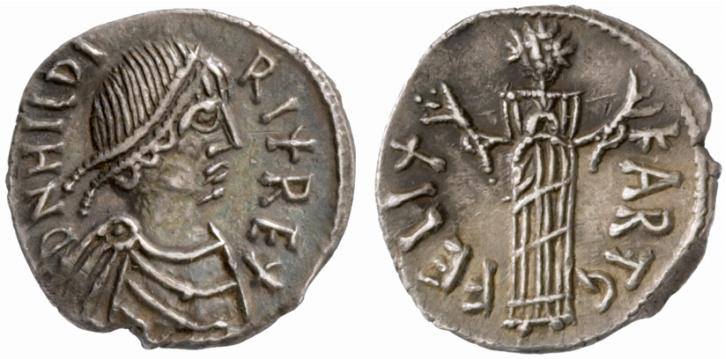
Een denarius uit de tijd van Hilderik

Hilderik (496-530) was de Vandaalse koning die het meest tolerant was tegenover de katholieke kerk. Hij had ook weinig interesse in oorlog en liet dit over aan een familielid genaamd Hoamer. Toen deze een nederlaag onderging tegenover de Moren, kwam het Ariaanse deel van de koninklijke familie in opstand. Ze verklaarden het arianisme tot nationale godsdienst en kroonden Hilderiks neef Gelimer tot koning.
De Oost-Romeinse keizer Justinianus I verklaarde oorlog aan de Vandalen, met als intentie om Hilderiks macht over de troon te herstellen. Toen er een Oost-Romeinse expeditie op weg was naar Noord-Afrika, was een groot deel van het Vandaalse leger op weg naar Sardinië om daar een volksopstand te onderdrukken. De consequentie hiervan was dat de Oost-Romeinse legers, onder leiding van generaal Belisarius, ongehinderd konden landen op 16 kilometer van Carthago. Gelimer verzamelde een leger en trok september 533 ten strijde tegen de Oost-Romeinen in de Slag bij Ad Decimum. De Vandalen leken de veldslag te gaan winnen, totdat Gelimers broer Gibamund sneuvelde in de strijd. Hierop sloeg Gelimer op de vlucht. Belisarius nam Carthago in, terwijl de overlevende Vandalen doorstreden. Op 15 december 533 troffen Gelimer en Belisarius elkaar weer in de Slag bij Tricameron. Het Oost-Romeinse leger wist ondanks de inzet van het Vandaalse leger door de linies heen te breken en rukte op naar Hippo Regius, de tweede stad van de Vandalen. In 534 gaf Gelimer zich over aan de Oost-Romeinse veroveraars en het Vandaalse rijk werd opgeheven.
Africa Proconsularis werd wederom een Romeinse provincie en de Vandalen werden uit deze provincie gezet. Veel van de Vandalen trokken naar Saldea (tegenwoordig Béjaïa in Noord-Algerije) en integreerden met de Berbers. Ook een groot deel van de Vandalen ging in dienst van het Romeinse leger of vluchtte naar de twee Gotische rijken (Ostrogoten en Visigoten). In een aantal gevallen trouwden Vandaalse vrouwen met Romeinse soldaten en bleven zij in Noord-Algerije of Tunesië. De meest bekwame krijgers van het Vandaalse leger werden gevormd tot in totaal vijf cavalerie-eenheden, de Vandali lustiniani. Deze werden gestationeerd aan de Perzische grens. Sommige krijgers gingen in persoonlijke dienst van Belisarius. De Catholic Encyclopedia stelt dat "Gelimer eervol behandeld werd en grote stukken land geschonken kreeg in Galatië. Hij kreeg ook de status van patriciër aangeboden, maar moest dit aanbod afslaan vanwege zijn Ariaanse geloof".

## Lijst van Vandaalse koningen
- Wisimar († 335)
- Godigisel (359–406)
- Gunderik (407–428)
- Geiserik (428–477)
- Hunerik (477–484)
- Gunthamund (484–496)
- Thrasamund (496–523)
- Hilderik (523–530)
- Gelimer (530–534)

## Vandalisme
De term vandalisme komt voort uit de manier waarop in de renaissance en vroege moderne tijd naar de Vandalen werd gekeken, namelijk dat zij barbaarse plunderaars waren die het Romeinse culturele erfgoed vernietigden. Tegenwoordig zijn de meeste historici het erover eens dat de Vandalen juist belangrijke voortzetters waren van de Romeinse cultuur.
Het woord 'vandalisme' is afkomstig uit het Frans en in 1794 gehanteerd door bisschop Henri Grégoire van Blois, om de gewelddadige acties en vernielingen, aangericht door het Parijse gepeupel, te kenschetsen tijdens de Franse Revolutie. Het herinnerde volgens hem aan de plundering van Rome door de Vandalen in het jaar 455.
Vermeldenswaard is trouwens dat ten tijde van de verovering van Rome door de Vandalen er inderdaad door hen geplunderd werd, maar de (arme) onderlaag van de Romeinse bewoners deed hieraan zelf enthousiast mee. Wat bovendien in hun voordeel pleit is dat ze Carthago intact overnamen en daarbij heel snel ook de Romeinse luxueuze levenswijze. Zo vrijwaarden zij zelfs het culturele erfgoed aldaar, in tegenstelling tot wat hun naam doorgaans oproept.